# رأسمال رمزي
رأسمال رمزي أو (بالفرنسية: Capital Symbolique) هو مصطلح سوسيولوجي بلوره عالم الاجتماع الفرنسي بيير بورديو،(Bourdieu Pierre) ويقصد به تلك المنزلة التي اكتسبها الفرد نتيجة امتلاكه سمات محددة كالشرف والهيبة والشهرة والسمعة والتي تحظى بتقدير أفراد المجتمع.

## تعريف الرأسمال الرمزي
- يعرّفها فريديريك لوبون : الرأسمال الرمزي هو القيمة الاجتماعية لفرد ، أو مؤسسة ، أو جماعة كما يتمثلها الآخرون.[2]
- و يعرّفها بيير بورديو :المكانة الاجتماعية التي تمنحها الجماعة للفـرد نتيجة لما يتمتع به من مزايا، ويقصد بها الوضع أو المركز الاجتماعي.

## أصناف الرأسمال عند بورديو
صنف برديو رأس المال إلى أربعة أنواع هي: -
- رأس المال المادي: هو مجموع الموارد الماديـة والرمزيـة، التـي تمتلكها جماعة اجتماعية معينة، وتتفاوت أهميتها من جماعة إلى أخرى.
- رأس المال الثقافي: هو مجموع المعارف الثقافية التي تدعم أوضاع التفاوت الطبقي بين جماعة اجتماعية وأخري، ومن أهمها التعليم.
- رأس المال الاجتماعي: مجموع الموارد والمزايا التي يحصل عليهـا الفرد نتيجة عضويته في جماعة معينة.
- رأس المال الرمزي: المكانة الاجتماعية التي تمنحها الجماعة للفـرد نتيجة لما يتمتع به من مزايا، ويقصد بها الوضع أو المركز الاجتماعي.[3]

## أنماط الرأسمال الرمزي
يرى فريديريك لوبون أن الرأسمال الرمزي يرتبط بأفراد المجتمع الذين بقييمونه ويتعارفون على معاييره،ف (صناعة اللقب ) أو (أن تكون معروفاً) أو (معترفاً به ) أو (أن تكون سلطة في مجالك) ،تعبر كلها على وجود أنماط مختلفة من الرأسمال الرمزي والذي يؤدي بدوره إلى الشهرة والوجاهة.وتعتبر «الشهرة عبر وسائل الإعلام» أحد أشكال الرأسمال الرمزي المهيمنة في العالم المعاصر خاصة في المجال السياسي.